# Domesday Book (Masters)
Domesday Book – książka amerykańskiego poety Edgara Lee Mastersa, opublikowana w 1920 nakładem nowojorskiego wydawnictwa The Macmillan Company. Tytuł książki nawiązuje do średniowiecznej Księgi sądu ostatecznego, spisanej na polecenie króla Wilhelma Zdobywcy. Bohaterką utworu mającego charakter dramatu pisanego wierszem rytmicznym, ale nierymowanym, jest Elenor Murray. Brzmieniowe podobieństwo jej nazwiska do nazwiska samego poety (paronomazja) świadczy, że autor się w dużym stopniu identyfikował ze stworzoną przez siebie postacią. Master uważał Domesday Book za swoje najlepsze dzieło. Sądowe przemówienia osób występujących w utworze są ukształtowane na wzór monologów dramatycznych Roberta Browninga.